# Freddy the Freshman
Pour plus de détails, voir Fiche technique et Distribution.
Freddy the Freshman est un dessin animé américain réalisé par Rudolf Ising, sorti en 1932.
Produit par Leon Schlesinger Studios et distribué par Warner Bros. Pictures, ce dessin animé fait partie de la série des Merrie Melodies.

## Fiche technique
- Titre original : Freddy the Freshman
- Titre en français : inconnu
- Réalisation : Rudolf Ising
- Producteurs : Hugh Harman, Rudolf Ising et Leon Schlesinger
- Musique : Frank Marsales
- Production : Leon Schlesinger Studios
- Distribution : Warner Bros. Pictures
- Durée : 6 minutes 54 secondes
- Format : noir et blanc - mono
- Langue : anglais
- Pays de production : États-Unis
- Date de sortie : 
  - États-Unis : 20 février 1932
- Genre : Dessin-animé
- Licence : domaine public[1]